# Olea obovata
Espèce
Classification phylogénétique
Olea obovata (Merr) Kiew est une espèce de plantes à fleurs de la famille des Oleaceae et du genre Olea. C'est un petit arbre qui pousse aux Philippines. Il a été reconnu et classé dans le sous-genre Tetrapilus par P.S. Green lors de sa révision du genre Olea (2002) avec ses synonymes et sa description botanique (taxon 14 Tetrapilus).

## Synonymes botaniques
- Linociera obovata Merr., Ph. J. Sci., C 10:338 (1915). Type : Philippines, Ramos in Bur. Sci. 15014 (holotype PNH ɬ?, isotype K).

## Description botanique

### Appareil végétatif
- Forme : petit arbre ;
- Ramure : jeunes pousses minutieusement puérulentes ;
- Sexualisation : monoïque ;
- Foliarisation : feuilles coriaces ;
  - pétioles qui ont entre 5 et 15 mm de long,
  - limbe étroit à largement obovale ou elliptique, 2,5- à 5 cm de long et large de 1,5 à 3,5 cm de large, la base est aigüe, atténuée sur le pétiole,
    - apex obtus et arrondi à aigu ou acuminé
    - bords sont entiers
    - apex arrondi à aigu, parfois très brièvement et très légèrement acuminé, l'extrémité émoussée.

  - Nervures : nervuration de couleur sombre sur les deux faces.

### Appareil reproducteur
- inflorescences: axillaires denses, fleurs abondantes, minutieusement pubérulentes.
  - pédicelles ont 0,5 à 2 mm de long.
  - fleurs mâles : les seules observées.
- anatomie florale :
  - calice de 0,5 à 7 mm de long, les lobes irréguliers de 0,3 mm à 0,5 mm de long ;
  - corolle épaisse formant un tube de 0,5 mm de long à lobes involués de 1 mm de long ;
    - anthères des étamines ellipsoïdes, de 0,8 mm de long avec un appendice terminal ; les filets de 2 mm de long.
    - ovaire non-observé ;
- fruit : drupe ellipsoïde de 6 à 7 mm par 4,5 à 5 mm.

### Répartition géographique
Le matériel examiné provient des Philippines :
- Luzon : Laguna, San Antobio (1912),
- Nueva Ecija : Monte Umingan (1916),
- Tayabas : Monte Binuang (1917),
- Ilocos Norte : Monte Palimlin (sd).

## Sources
Pour des articles plus généraux, voir Oleaceae, Olea et Tetrapilus.